# قطعنامه ۱۰۶۲ شورای امنیت
قطعنامه  ۱۰۶۲ شورای امنیت سازمان ملل متحد که در تاریخ ۲۸ ژوئن ۱۹۹۶ تصویب شد، سندی بین‌المللی دربارهٔ بررسی وضعیت در قبرس است. این قطعنامه طی نشست ۳۶۷۵ام با ۱۵ رای موافق، ۰ مخالف و ۰ ممتنع تصویب شد.